# Мейменское ханство
Ханство Меймене (узб. Maymana xonligi, Маймана хонлиги) — узбекское государство, существовавшее в Северном Афганистане в XVIII—XIX веках. Последним ханом был Мир-Гуссейн.
В 1859 г. между Бухарой и Афганистаном было заключено соглашение, по которому границей между ними признавалась в основном река Амударья. Таким образом, афганцам была отдана и область Меймене, которая фактически еще не была завоевана Афганистаном.
В 1875 году было окончательно подчинено афганским эмиром Шир-Али-ханом.
В 1878 году полковник Гродеков при поездке в Афганистан упоминал о ханстве Меймене:

Н. И. Гродеков. 1883.
Ханство Меймене покорено лишь 3 года тому назад. Это ханство, после Бадахшана, было наибольшим; в нём считалось 100.000 жителей. Последним ханом Меймене был Мир-Гуссейн. Война ему была объявлена за постоянные грабежи и пленение афганских подданных в Туркестане. Афганцы двинули к столице ханства до 10.000 войска и 20 орудий. Для, перевозки этих последних произведены были обширные работы по разработке дороги из Сарыпуля. Войска двигались с двух сторон: из Мазар-и-Шерифа и из Герата. Город был обложен со всех сторон. На шестом месяце осады в стене пробита брешь, войска пошли на штурм и вырезали 15.000 защитников, город разграблен и разрушен. Мир-Гуссейн-хан, мужественно защищаясь в цитадели, взят в плен и отвезен в Кабул. Так как Меймене, во время войны с Афганистаном, помогали ханства Сарыпуль и Шибирхан, то и они были покорены и присоединены и владениям Шир-Али-хана.
...
Афганистан в том виде, в каком он есть теперь, сформировался лишь три года тому назад, с покорением последнего и относительно сильного узбекского ханства Меймене.

## Правители Меймене (1747 - 1913)
- 1. Хаджи-хан (1747 - 70).
- 2. Джан-хан, сын (ок. 1770 - 90).
- 3. Ахмад-хан, сын (ок. 1790 - 1810).
- 4. Аллаяр--хан, плем. (ок. 1810 - 26).
- 5. Низраб-хан, сын 3 (1826 - 45).
- 6. Хикмат-хан, сын (1845 - 62).
- 7. Хусейн-хан, сын (1862 - 76) (1883 - 89).
- 1876 - 1879 афганское завоевание.
- 8. Дилавар-хан, брат (1879 - 83).
- 9. Камал-хан, сын (1889 - 1913).
- 1913 афганская аннексия (протекторат с 1879).